# Pogonotium
Pogonotium es un género con 3 especies de plantas con flores perteneciente a la familia  de las palmeras (Arecaceae).  

## Distribución y hábitat
Es originario del sudeste de Asia, desde Malasia hasta Borneo. P. moorei se encuentra en Borneo en las altas crestas y cimas de 700 a 1000 m s. n. m., en el suelo de podsol en los bosques llamado "kerangas". p. ursinum  se limita a la península de Malasia.

## Descripción
Los troncos se encuentran solitarios o agrupados con entrenudos cortos, que suelen ser espinosos, las vainas son persistentes. Las hojas son pinnadas y tiene una vaina tubular con verticilos y espinas dispersas y peludas de color marrón, la vaina termina a cada lado de un estrecho y  armado pecíolo.  El raquis está igualmente armado, los foliolos ampliamente espaciados, son numerosos, lineales,  cubierto de cerdas y escalas. La inflorescencia, aparece entre el entrenudo y la vaina de la hoja siguiente.

## Taxonomía
El género fue descrito por John Dransfield  y publicado en Kew Bulletin 34: 763. 1980.
Etimología
Pinanga: nombre genérico que deriva de las palabras griegas: pogon = "barba" y otion= "oreja", refiriéndose a las aurículas finamente espinosas.

## Especies
- Pogonotium divaricatum
- Pogonotium moorei
- Pogonotium ursinum